# モアナと伝説の海2
『モアナと伝説の海2』（もあなとでんせつのうみ2、原題: Moana 2）は、2024年のアメリカ合衆国のアニメーション・ミュージカル・アドベンチャー映画。ウォルト・ディズニー・アニメーション・スタジオが製作し、ウォルト・ディズニー・ピクチャーズが配給した。2016年の映画『モアナと伝説の海』の続編であり、シリーズの第2作目にあたる。監督はデイビット・ダーリック・ジュニア、ジェイソン・ハンド、ダナ・ルドゥー・ミラー（いずれも長編監督デビュー）が務め、クリスティーナ・チェンとイヴェット・メリノがプロデューサーを担当。脚本はジャレド・ブッシュとミラーが手掛けた。
声優陣は前作からアウリイ・クラヴァーリョ、ドウェイン・ジョンソン、テムエラ・モリソン、ニコール・シャージンガー、レイチェル・ハウス、アラン・テュディックが続投し、新たにフアラライ・チャン、ローズ・マタフェオ、デヴィット・フェイン、アフィマイ・フレイザー、カリーシ・ランバート＝ツダ、ジェラルド・ラムジーが参加している。物語は前作から3年後を舞台に、主人公モアナが半神マウイと再会し、失われた島「モトゥフェトゥ」とその呪いを解くための航海士チームを集めるという内容である。
本作の開発は当初、Disney+向けの長編配信シリーズとして始動したが、2024年2月までに劇場公開用の続編として再構成され、デリックが脚本と監督を務めることが発表された。同年5月にはハンド、ミラー、チェン、メリノの参加が明らかとなり、6月にはブッシュの脚本復帰が確認された。その後、8月にミラーがデリックに代わり共同脚本を担当した。音楽は前作に引き続き、作曲家であるマーク・マンシーナとオペタイア・フォアイが手掛け、追加の楽曲はアビゲイル・バーロウとエミリー・ベアーが担当した（前作のリン＝マニュエル・ミランダに代わる）。
『モアナと伝説の海2』は2024年11月21日にハワイ州カポレイのラニクホヌア文化施設で初公開され、11月27日にアメリカ合衆国で劇場公開された。批評家からは賛否両論の評価を受け、全世界で7億1700万ドルの興行収入を記録し、2024年公開作品の中で4番目に高い興行収入となった。第82回ゴールデングローブ賞ではアニメ映画賞にノミネートされている。

## ストーリー
前作から3年後、モアナは故郷モトゥヌイ島周辺の島々を探索し、海とつながる人々を探していた。ある日、祖先タウタイ・ヴァサの幻影が現れ、悪しき嵐の神ナロが伝説の島モトゥフェトゥを海底に沈め、島々のつながりを断ったことを告げる。タウタイは、モアナがモトゥフェトゥを再び浮上させなければ、モトゥヌイの人々は絶滅する運命にあると警告する。モアナは、巧みな職人ロト、歴史家でマウイのファンであるモニ、頑固な老農夫ケレを含むクルーを結成し、ペットの子豚プアと鶏のヘイヘイと共に彗星の軌道を追い、モトゥフェトゥへ向かう。
一方、半神マウイもモトゥフェトゥを探していたが、ナロの手下マタンギに捕らえられてしまう。マウイは、モアナが助けに来れば命を落とすかもしれないと恐れ、連絡をためらっていた。航海中、モアナのクルーはココナッツのような外見の海賊カカモラ族に捕まる。カカモラ族はナロの行為によって故郷の島を失ったと明かし、一人のカカモラ族、コトゥの協力で、巨大な二枚貝に巣食うマタンギの隠れ家へたどり着く。マタンギはナロの支配に不満を抱いており、モアナたちを助けてマウイと再会させ、ナロの居場所を教える。
マウイはナロの領域が人間には危険すぎると警告するが、ナロの怪物たちが現れて一行を襲い、筏が破壊され孤島に漂着する。絶望するモアナをマウイが励まし、一行はナロを倒す作戦を立てる。モアナがモトゥフェトゥに触れることで呪いが解けると知り、マウイが島を引き上げる計画を実行するが、巨大な嵐が彼らを阻む。
ナロはモアナたちを止めようとし、マウイの力を稲妻で奪い去る。モアナは海に飛び込み、海底に沈むモトゥフェトゥに触れることに成功するが、ナロの稲妻によって命を落としてしまう。マウイは彼女の遺体を引き上げ、呪文を唱えてタウタイ・ヴァサやモアナの祖先（祖母タラを含む）を召喚し、モアナを半神として復活させる。モアナは航海士のタトゥーを得て、マウイも力を取り戻し、共にモトゥフェトゥを浮上させ、海と人々のつながりを取り戻す。
モアナたちは海の人々を率いてモトゥヌイに帰還し、盛大な祝祭が開かれる。
ポストクレジットシーンでは、ナロがモアナを助けたマタンギを罰しようとするが、巨大なカニのタマトアが現れ、ナロの仲間に加わることを申し出る。

## 登場キャラクター
※括弧内は日本語吹替
モアナ・ワイアリキ
声 - アウリィ・クラヴァーリョ（屋比久知奈）
村長トゥイとその妻シーナの好奇心旺盛な娘で、海に選ばれモトゥフェツ島の呪いを解く使命を負う。
マウイ
声 - ドウェイン・ジョンソン（尾上松也）
モアナの旅に同行する、意志の強い変身能力を持つ半神。
モニ
声 - フアラライ・チャン（小関裕太）
マウイのファンで、モアナの航海士チームの一員。
ロト
声 - ローズ・マタフェオ（鈴木梨央）
頭脳明晰だが風変わりな職人で、航海士チームの一員。
ケレ
声 - デヴィット・フェイン（山路和弘）
気難しい農夫で、モアナの航海士チームの一員。
マタンギ
声 - アフィマイ・フレイザー（ソニン）
コウモリを操るナロの手下。
シメア
声 - カリーシ・ランバート＝ツダ（増留優梨愛）
モアナの妹。
トゥイ
声 - テムエラ・モリソン（安崎求）
モアナの父で、モトゥヌイ島の村長。
シーナ
声 - ニコール・シャージンガー（中村千絵）
モアナの母であり、モトゥヌイの村長夫人。
タラ
声 - レイチェル・ハウス（夏木マリ）
トゥイの亡き母で、モアナの祖母。マンタレイの精霊として登場する。
タウタイ・ヴァサ
声 - ジェラルド・ラムゼイ（山野井仁）
モアナの祖先。
ヘイヘイ
声 - アラン・テュディック（アリステア・エイベル）
モアナのペットの鶏。
プア
モアナのペットの豚。海の恐怖心を克服しており、モアナの航海にも同行している。
モアナーズ
声 - ジャスミン・ジョンソン、ティアナ・ジョンソン（滝澤このみ、天野叶愛、木根渕凛音）
モアナに憧れるモトゥヌイ島の3人の少女。
カカモラ
漂流物でできた船で海を股にかける、ココナッツの海賊の集団。
ナロ
声 - トゥフィガ・フェプレアイ（間宮康弘）
物語のメインのディズニー・ヴィランズ。人間を憎み、人の繋がりを引き裂いた嵐の神。
タマトア
声 - ジェマイン・クレメント（ROLLY）
前作にも登場した巨大なヤシガニで、ポストクレジットシーンに登場する。
一言声優
声 - こっちのけんと（住民）、星街すいせい（住民）

## 制作

### 制作
2020年12月、ディズニー・インベスターデーの会議において、ウォルト・ディズニー・アニメーション・スタジオのチーフ・クリエイティブ・オフィサーであるジェニファー・リーは、2016年の映画『モアナと伝説の海』を基にした長編ミュージカルコメディシリーズ『モアナ: ザ・シリーズ』が開発中であり、2023年にDisney+で配信予定であることを発表した。2021年8月までに、オスナット・シューラーが再びプロデューサーを務めることが報じられた。2022年1月には、前作でストーリーボード・アーティストを担当したデイビット・ダーリック・ジュニアが脚本と監督を務めることが発表された。脚本家のジャレド・ブッシュによれば、本シリーズの開発は実写版「モアナ」と同時に進行していた。
ブッシュによると、監督および脚本チームは開発中に「この物語は素晴らしい。なぜもっと大きなスクリーンで公開しないのか？」というフィードバックを繰り返し受けたという。2024年1月、ウォルト・ディズニー・スタジオの社長アラン・バーグマンは制作チームに対し、「5話構成の配信シリーズから劇場用長編映画『モアナ2』への早急な転換が必要である」と通達した。この「物語の方向転換」が可能だったのは、ディズニーのアニメーション映画では実際のアニメーション作業の大部分が公開前年の最終段階まで行われず、それ以前はすべて開発作業であるためである。
2024年2月、ディズニーCEOボブ・アイガーは、シリーズが劇場版の続編『モアナと伝説の海2』に再構成されたことを正式に発表し、デリックとシュラーが引き続きプロジェクトに携わることを明らかにした。アイガーは、ディズニー幹部が初期映像を見た際に「非常に感銘を受け、劇場公開に値すると確信した」と説明している。同年5月に公開された最初の予告編では、ジェイソン・ハンドとダナ・ルドゥー・ミラーがデリックと共に共同監督を務めることが発表され、クリスティーナ・チェンとイヴェット・メリノがシュラーに代わるプロデューサーとして加わることが明らかになった。

### キャスティング
シリーズが劇場用長編映画に再構成されることが発表された直後、アウリィ・クラヴァーリョとドウェイン・ジョンソンがそれぞれモアナとマウイ役を再演することが確認された。ジョンソンは、プロジェクトの構想段階から関わっていたことを明かし、「ファンにこの作品、テクノロジー、最先端の映像と効果を見てもらうのが待ちきれない。本当に全力を注いだ。これほど愛されている作品の続編を作るなら、徹底的にやろうと考えた」と述べている。
その後、アヌシー国際アニメーション映画祭でさらなるキャストが発表され、前作に引き続きテムエラ・モリソンとニコール・シャージンガーがモアナの両親役を再演することが明らかになった。新たなキャストとして、カリーシ・ランバート＝ツダがモアナの妹役、ローズ・マタフェオ、デヴィッド・フェイン、フアラライ・チャンがモアナの航海士チームのメンバーとして加わった。
クラヴァーリョによると、本作は「ディズニープリンセスが年を重ねることを初めて許された作品」であるという。クラヴァーリョは、前作公開後にディズニーの花火ショーやアイスショー、レゴ版ディズニープリンセス向けに音声収録を行った際、16歳のモアナの声を再現するために声のピッチを上げるよう繰り返し求められていた。しかし、本作の監督たちは彼女が19歳の自然な声、すなわち20代前半の女性の声でモアナのセリフを録音することを許可し、クラヴァーリョはこれを喜んだと語っている。

#### 日本語吹替版
2024年7月9日、前作に引き続き屋比久知奈（モアナ役）と尾上松也（マウイ役）の続投が発表された。11月15日には、USオーディションを経て選ばれた小関裕太、鈴木梨央、山路和弘、ソニンの参加が発表された。
前作に続き日本語吹替版でモアナ役を務めた屋比久知奈は、本作でのモアナの成長を声でどう表現するかについて「成長を意識しすぎず、モアナの素朴で優しいキャラクター性を大切にした」と語った。オリジナル版を観た際に、アウリィ・クラヴァーリョの成長も作品に反映されていると感じ、自身も自然体で演じることを意識したという。屋比久は、7年間の自身の成長について「前作ではわからないことだらけで悔しい思いをしたが、今回は台本の読み方や表現の幅も理解し、落ち着いて臨むことができた」と振り返った。
劇中歌「ビヨンド ～越えてゆこう～」については「繊細さと力強さが求められる難しい楽曲だったが、練習と気合で乗り越えた」と語っている。「高く見える壁も最後は気持ちで乗り越える」という信念を持ち、作品や楽曲に助けられたことを明かした。モアナの新たな一面として、妹シメアとの関係や仲間たちとの旅が彼女の成長を支えている点にも触れ、「責任感の強いモアナが周りとの絆によってさらに強くなっていく姿に共感した」と述べた。
日本語吹替版でモニ役を務めた小関裕太は、役作りについて「準備万端で挑むというよりは、自然体で演じた」と語っている。当初、キャラクターの体格が自身と大きく異なることに不安を感じたものの、「声」での起用であることを意識し、体格を気にしすぎず自然に演じることを心がけたという。小関は「オリジナル版の声優も意外とハスキーな声で、大柄だけど優しさや温かい人柄が感じられた」と述べ、自身の声も役柄に合っていると感じたと振り返った。

### アニメーション
アニメーションは、シリーズとして開発されていた段階ではウォルト・ディズニー・アニメーション・スタジオのバンクーバースタジオが担当し、プリプロダクションとストーリーボード作業はバーバンクスタジオで行われた。本作はバンクーバースタジオが手掛けた初の長編映画となるが、最初の公開作品ではなく、同年に『イワジュ』が先行してリリースされている。
アヌシー国際アニメーション映画祭では、ベテランアニメーターのマーク・ヘンとエリック・ゴールドバーグが、マウイのタトゥー描写のために手描きアニメーターの研修チームを監修することが発表された。ゴールドバーグは前作で「ミニ・マウイ」の監修アニメーターを務めている。
ヘッド・オブ・アニメーションを務めたエイミー・ローソン・スミード率いるアニメーションチームが特に力を注いだのは、モアナが緑の木々の間を疾走し、振り向くオープニングシーンである。このシーンはモアナの高い身体能力を伝えるだけでなく、観客とモアナの8年ぶりの再会を象徴する場面となっている。
スミードは「このシーンの制作には約3週間を要した。アニメーションは1秒間24フレームから成り、通常は1週間で3～4秒を作るが、細部に徹底的にこだわるため、モアナの全身が映る走ってジャンプするシーンでは、さらに時間がかかる」と説明している。また、本作ではモアナにクルーが加わり、カヌー上でのシーンには常に4～5人のキャラクターが登場するため、「そうしたシーンでは1週間で2秒ほどしか制作できない」と述べた。
本作には約140人のアニメーターが参加しており、スミードはそれぞれの適性に基づき担当シーンを振り分けた。アクションシーンを主に担当したのは日本人アニメーターの園田優花である。園田は「すべてのキャラクターをアニメートしたが、主にモアナのアクションシーンを担当した。モアナは運動神経が良く、ヒーローらしさがあるため、かっこいいシーンを表現するのが楽しかった」と語った。また、オープニングシーンについて「前作の冒険から3年が経ち、少し大人になったモアナの身のこなしを表現するため、女性アスリートの映像を参考にし、かっこいい動きを意識して制作した」と明かした。

### 音楽
マーク・マンシーナとオペタイア・フォアイが前作に続き本作の音楽を担当し、アビゲイル・バーロウとエミリー・ベアーが楽曲を提供した。前作で音楽を手掛けたリン＝マニュエル・ミランダに代わる形となる。バーロウとベアは、ディズニー映画の楽曲を担当する最年少かつ初の女性デュオとなった。
ウォルト・ディズニー・ミュージックの社長トム・マクドゥーガルは、バーロウとベアが手掛けた『The Unofficial Bridgerton Musical』の作品を聴き、その質に感銘を受けて2021年秋に2人を起用した。その約1年後の2022年、彼女たちは制作チームと共に楽曲制作を開始した。当初ミランダはDisney+向けシリーズとして構想されていた本作には参加しなかったが、バーロウに「ミュージカル映画の歌詞を書くための本の束」を提供する形で支援を行った。ベアはポリネシア音楽を中心とした既存の『モアナ』のスコアを研究し、その音楽的な語法で楽曲制作を行った。
アウリイ・クラヴァーリョは、バーロウとベアについて「若い女性がモアナの物語、つまり若い女性が自分の道を見つける物語に声を与えるのに、これ以上のデュオはいない。...この作品は私の声の新しい一面を引き出している。...この映画の音楽は、迷いや次に進むべき道がわからない時の低音の響きに深く掘り下げられている。これらの楽曲には多くの深い層がある」と語っている。
2024年11月7日、ディズニーは全楽曲リストを公開し、アウリイ・クラヴァーリョが歌う「Beyond」を最初のシングルとして発表した。この楽曲は前作の代表曲「How Far I'll Go」の精神的な続編として位置付けられている。11月11日には、ドウェイン・ジョンソンが「Can I Get a Chee Hoo?」（できるさ！チーフー！）を発表した。この楽曲はマウイの「You're Welcome」（俺のおかげさ）を踏襲しつつ、モアナの女性としての力強さを象徴する曲となっている。オリジナル・サウンドトラックは2024年11月22日にリリースされた。
本作のオープニングを彩るのは、モアナが大海原へと航海に出る自由への喜びや、自分の心のままに生きることを歌う楽曲「帰ってきた、本当のわたしに」である。楽曲を手掛けたアビゲイル・バーロウは「この曲は、今のモアナがどのような状態で、人生のどこにいるのかを伝えるもの。意図的に彼女が海にいるシーンから歌が始まり、クレッシェンドするにつれて島に帰還し、皆が彼女を祝福する場面を描いている。モアナのスピリットを瞬時に表現している」と語った。
本作で初めて長編アニメーション監督を務めたジェイソン・ハンドは、冒頭シーンについて「モアナが島に帰ってくる歌のシーンは最もわくわくする場面。楽曲制作を手掛けたエミリー・ベアー、アビゲイル・バーロウ、オペタイア・フォアイ、マーク・マンシーナが素晴らしい楽曲を書いてくれたので、ストーリーを語る側として最高のビジュアルに仕上げるため奮闘した」と述べた。また、モアナの髪やドレスの動き方など、最新技術を駆使してビジュアルの可能性を最大限に追求したと振り返っている。
プロデューサーのイヴェット・メリノも「モアナの世界にすぐ引き戻されるような曲」と絶賛しており、ディズニーミュージカルのオープニングらしい楽曲として注目されている。

## 公開
『モアナと伝説の海2』は2024年11月21日にハワイ州カポレイのラニクホヌア文化施設でワールドプレミアが行われ、同年11月27日にアメリカ合衆国で劇場公開された。

### マーケティング
本作の最初の予告編は、2024年4月にシネマコンで初公開された後、5月29日にオンラインで公開された。予告編は公開後24時間以内に全プラットフォームで1億7800万回以上の視聴を記録し、ディズニーのアニメーション映画として史上最多視聴回数の記録を更新した。この記録は以前『アナと雪の女王2』とピクサーの『インサイド・ヘッド2』が保持しており、後者の予告編は劇場で本作の予告編と併映された。2024年6月14日には、アヌシー国際アニメーション映画祭で本作の一部が先行上映された。
2024年8月9日、アウリイ・クラヴァーリョとドウェイン・ジョンソンがカリフォルニア州アナハイムで開催された「D23 Expo」のディズニー・エンターテインメント・ショーケースに登場し、新たな予告編を公開した。この予告編は同日オンラインでも公開された。D23のプレゼンテーションでは、クラヴァーリョが本作の新曲「We're Back」を披露し、ポリネシアンダンサーがその演奏に加わった。ジョンソンは同プレゼンテーションで、ディズニーと共に製作する新たな実写映画『Monster Jam』の発表も行った。
日本では2024年12月6日から、全国8都市の劇場で「モアナ」シアターが順次開催された。劇場内は『モアナと伝説の海2』の美しい海の世界観を再現した装飾が施され、モアナや妹シメアと一緒に踊ることができるARフォトスポットが登場した。また、上映シアターの座席には、鮮やかな海のブルーを基調に、モアナ、マウイ、プアやヘイヘイ、カカモラたちをデザインしたシート装飾が施され、観客に非日常的な南国の世界観を提供した。さらに「モアナ」シアター限定特典として、「海を届ける『モアナと伝説の海2』場面写カード3種」が来場者にプレゼントされた。
本作は全国の劇場で全10バージョンの上映形式で公開された。上映形式は2D字幕版および2D吹替版、ドルビーアトモス2D字幕版および2D吹替版、IMAX 2D字幕版および2D吹替版、ドルビーシネマ2D字幕版および2D吹替版、さらに4D 2D字幕版および2D吹替版が用意された。2025年1月10日より、全国のイオンシネマで3D上映が開始された。

### ローカライズ
前作と同様に、『モアナと伝説の海2』は商標の問題により、欧州の一部の国ではタイトルおよび主人公の名前が「ヴァイアナ」に変更されて公開された。
続編では、ハワイ語、マオリ語、タヒチ語、サモア語の4つのポリネシア言語で特別吹き替え版が制作された。ハワイ語、マオリ語、タヒチ語は前作でも吹き替え版が制作されていたが、サモア語版は前作の吹き替えが存在しないまま続編で初めて制作された。アウリイ・クラヴァーリョは、ハワイ語版のモアナ役を前作に続き再演している。また、マオリ語版では複数のキャストが役を再演した。
これまでにマオリ語吹き替え版が制作された6作品のうち、『モアナと伝説の海2』はニュージーランドで英語版とマオリ語版が同時公開された初の作品となった。これはディズニー作品史上、先住民族言語の吹き替え版が通常版と同時公開された3例目となる。1例目は2016年にフランス領ポリネシアで公開された『モアナと伝説の海』のタヒチ語版、2例目は2019年にフィンランド、ノルウェー、スウェーデンで公開された『アナと雪の女王2』のサーミ語版である。
2024年12月12日、劇中歌「ビヨンド ～越えてゆこう～」のマルチランゲージ・クリップが公開された。この映像は、本国版でモアナ役の声優を務めるアウリィ・クラヴァーリョが歌う英語版を起点に、イタリア語、タイ語といった各言語が1フレーズずつ紡がれ、世界27の言語による歌声が1つの楽曲として収録されている。日本語版では、モアナ役の声優を務める屋比久知奈が「わたしはモアナ」のフレーズを担当している。

### 日本でのコラボレーション
2024年12月5日、劇中歌「ビヨンド ～越えてゆこう～」を話題のアーティストが独自のアレンジで歌唱するトリビュートコレクションの実施が発表された。参加アーティストはこっちのけんと、星街すいせい、川崎鷹也、よみぃ & 井上苑子の4組。
さらに、星街すいせいとこっちのけんとは本作に声優としても参加した。星街はマウイが着地した際に砂を被る村の女性役を演じ、「砂まみれになる役で、年齢を感じられるよう工夫した」と振り返った。こっちのけんとは、物語の冒頭でロトが斧を振り下ろした際に驚く島の住民役を担当し、「アフレコの難しさと声優の技術への尊敬を改めて感じた」と語った。
2024年12月7日、アニメーション作家の安田現象が監督し、安田現象スタジオ by Xenotoonが制作した『モアナと伝説の海2』の3Dショートアニメが公開された。劇中歌として「ビヨンド ～越えてゆこう～」と「帰ってきた、本当のわたしに」が使用され、いずれも屋比久知奈が歌唱している。2本の映像が公開されており、ウォルト・ディズニー・アニメーション・スタジオもこの作品を公認している。キャラクターデザインの調整からストーリー演出に至るまで、安田とディズニー側の間で何度も打ち合わせが行われたという。
2024年12月14日、芸人なかやまきんに君が、マウイ（尾上松也）が歌う楽曲「できるさ！チーフー！」に合わせてマッチョたちと踊る「チーフーダンスでパワーチャージ」の映像が公開された。劇中で落ち込むモアナのシーンを模した内容で、元気をなくしたなかやまきんに君の前に突如マッチョたちが現れ、「できるか できるか やれるか チーフー！」といった歌詞に合わせてダンスを披露し、彼を元気づける様子が描かれている。
2024年12月26日、劇中でモアナが歌う「帰ってきた、本当のわたしに」を8種類の日本の方言で歌いつなぐスペシャル映像が公開された。この映像では、関西弁、博多弁、名古屋弁、新潟弁、津軽弁、うちなーぐち、北海道弁、広島弁が使用され、日本列島の北から南までの方言を通じてモアナの世界観を表現している。
歌唱には、お笑い芸人のエルフ 荒川（関西弁）、タレントの徳永玲子（博多弁）、et-アンド-の野島樺乃（名古屋弁）、アイドルグループNegiccoのKaede（新潟弁）、ダンス＆ボーカルユニットりんご娘の金星（津軽弁）、浜川結琳（ゆりぼぶ）（うちなーぐち）、タレントの石川翔鈴（北海道弁）、シンガーソングライターDressing（広島弁、関西弁、うちなーぐち）が参加した。
この音声はプロモーション用として各地域で録音されたもので、劇場公開の本編とは声優および使用されているセリフが異なる。

### エンドソング
2024年11月21日、日本版エンドソングをME:Iが担当することが発表され、「ビヨンド ～越えてゆこう～（日本版エンドソング）」を歌い上げる特別歌唱映像が公開された。世界各国で様々なアーティストがエンドソングを担当する中、グループ歌唱は世界で唯一となる。12月13日には、同楽曲のミュージックビデオが公開された。12月19日、TOHOシネマズ六本木ヒルズで公開記念舞台挨拶が開催され、ME:Iが登壇し、生歌を披露した。

### 小児患者への特別上映会
ウォルト・ディズニー・ジャパンは、国内のこども病院への支援の一環として、2024年12月24日に兵庫県立こども病院で『モアナと伝説の海2』の上映会を開催した。この取り組みは、医療上の理由で映画館を訪れることができない入院中の小児患者のために、世界各地で実施されている。病院内でディズニー映画を鑑賞する機会を提供することで、入院生活の中に楽しいひとときを届けることを目的としている。

## 評価

### 興行成績

#### 世界
2025年1月12日現在、『モアナと伝説の海2』の興行収入は、アメリカとカナダで4億3,490万ドル、その他の地域で5億5,490万ドル、全世界合計で9億8,980万ドルに達している。
アメリカ合衆国とカナダでは、当初『モアナと伝説の海2』の感謝祭5日間の興行収入は1億500万ドルから1億1500万ドルと予測されていた。しかし初日興収が5780万ドル（うち火曜夜の先行上映分は1380万ドルで、ウォルト・ディズニー・アニメーション作品および感謝祭公開作品として史上最高）に達したことで、5日間の興収予測は1億7500万ドルから2億ドルに引き上げられた。感謝祭当日には2800万ドルを記録し、2019年の『アナと雪の女王2』が持つ1490万ドルの記録を大きく上回る新記録となった。最終的に週末興収は1億3980万ドル（5日間合計は2億2500万ドル）を記録し、『アナと雪の女王2』の1億3030万ドルを上回り、ウォルト・ディズニー・アニメーション作品および感謝祭公開作品のオープニング興収記録を更新した。また、この数字は前作『モアナと伝説の海』のアメリカ国内累計興収（2億4870万ドル）にほぼ匹敵するものであった。さらに、全世界5日間の興行収入は3億8900万ドルに達し、2023年の『ザ・スーパーマリオブラザーズ・ムービー』を超えてアニメ映画として史上最高のオープニング興収となった。
公開2週目の週末には6,280万ドル（62.8%減）を記録し、首位を維持した。3週目の週末もトップを維持し、2,660万ドルを記録（前週比48%減）。4週目の週末には1,310万ドルを記録し、4位に後退した。

#### 日本
本作は公開初日から3日間で観客動員69万7000人、興行収入9億6400万円（先行上映を含む）を記録し、週末興行成績で動員数・興収ともに1位を獲得。日本でのディズニーアニメーション作品のオープニング記録として歴代3位、2024年洋画作品では1位となった。公開4日目には興収10億円を突破し、12月18日までの13日間で動員146万9424人、興収20億571万4690円を記録している。公開から1か月後の2025年1月5日までに、観客動員数310万3137人、興行収入41億1681万円を記録した。

### 評価
レビュー収集サイトRotten Tomatoesでは、222件の批評のうち61%が肯定的で、平均評価は10点中6.2となった。同サイトの批評家の総意は「物語が漂流気味でも、美しいアニメーションの波に乗る『モアナと伝説の海2』は、前作ほどのひらめきはないが、色鮮やかな冒険として楽しませてくれる」とされている。
加重平均を用いるMetacriticでは、50件のレビューに基づき、100点満点中58点が付けられ、「賛否両論または平均的な評価」とされている。
観客調査では、CinemaScoreがA+からFまでの評価スケールで平均「A–」を与えた（第1作の「A」から低下）。また、PostTrakの調査では89%が総合的に肯定的な評価を示し、64%が「ぜひ勧めたい」と回答した。

#### 続編のヒット要因とディズニーの戦略
2024年公開の『インサイド・ヘッド2』と『モアナと伝説の海2』は、前作からそれぞれ9年、8年という長い間隔を経ながらも、記録的な世界興行収入を達成した。この結果は、続編がヒットしにくいとされる「続編ジンクス」を打ち破った例とされる。ライターの武井保之は、その要因を以下の3つに挙げている。
1つ目はクリエイティブの変革。2022年にボブ・アイガーがCEOに復帰し、クリエイティブを重視した組織再編を実施した。これにより、本作は当初のDisney+配信シリーズとしての企画から劇場公開作品へと軌道修正された。アイガーはオーセンティックなストーリーテリングを追求し、その結果、『モアナと伝説の海2』を含む続編がヒット作となり、業績の回復にも貢献した。
2つ目はDisney+の浸透。Disney+の普及により、ファンが日常的にディズニー作品に触れる機会が増え、続編への期待が高まった。前作『モアナと伝説の海』は2023年の「配信サービスで最も視聴された映画ランキング」で1位（視聴時間116億分）を記録し、続編の予告編は公開24時間で1億7800万回再生されるなど、ファンと作品の結びつきが強化された。
3つ目はディズニーアニメとファンのエンゲージメント。ディズニーアニメはキャラクター、グッズ、音楽、テーマパークなどを通じてファンと強い絆を築いており、このエンゲージメントが続編ヒットの重要な要素となっている。他のハリウッドスタジオも配信プラットフォームを所有しているが、ディズニーのエコシステムは配信と劇場をシームレスに連携させる成功例となっている。
ディズニーはアニメ以外の作品やシリーズ続編以外のジャンルにもこのエコシステムを応用し、多様なヒットフォーマットを確立することを目指している。2025年以降、実写映画の大作シリーズ続編が控えており、さらなる成果が期待される。コロナ禍を経て一時期は業績が低迷したディズニーだが、世界的エンターテインメントのリーダーとしての地位を取り戻しつつある。

#### 訴訟
アニメーターのバック・ウッドールは、自身が執筆したアニメ映画『Bucky』の脚本やアイデアがディズニーに盗用されたと主張している。『モアナと伝説の海2』と『Bucky』はいずれも古代ポリネシアの村を舞台にしており、両親に反抗する若者が危険な航海に出て村を救おうとする物語である。また、動物の姿をした霊的な存在に遭遇するという点でも類似している。
この訴訟の背景には、ウッドールが以前に起こした『モアナと伝説の海』に関する同様の著作権訴訟がある。この訴訟は、時効が経過しているとして棄却されたが、『モアナと伝説の海2』の公開を契機に新たな訴訟が可能となった。
前回の訴訟では、裁判所は「両作品が実質的に似ているかどうかは陪審員が判断するべき問題である」とし、ディズニーが『Bucky』を制作前に目にした可能性を排除できないと認めていた。
ウッドールは、『モアナと伝説の海』や『モアナと伝説の海2』に『Bucky』の重要な要素が多く反映されていると主張している。その例として、ポリネシア文化における「霊的な先祖が動物の姿で現れる」というテーマ、カメとの出会いから始まる冒険、象徴的なネックレス、巨大な釣り針やタトゥーを持つ半神、山に隠された巨大な存在といった要素が挙げられる。また、『モアナと伝説の海2』についても、「古代の島を探す冒険」や「呪いを解く使命」といった要素が『Bucky』と顕著に共通しているとされる。さらに、主人公たちが「危険な海の渦に飲み込まれる」場面も『Bucky』の独自の要素と一致すると主張している。
ウッドールは、『モアナと伝説の海』の総収益の2.5%または100億ドル相当の損害賠償と、著作権侵害のさらなる継続を禁じる裁判所命令を求めている。一方、ディズニーは両作品の類似性を否定しており、監督のロン・クレメンツは「『モアナ』は『Bucky』に触発されたものではなく、訴訟が提起されるまでその存在を知らなかった」と証言している。ディズニーは映画制作の独自性を示すため、『モアナと伝説の海』のアイデアや開発に関する資料、ストーリー案、調査記録、旅日記、脚本などの文書を提出している。